# 12405 Несполі
12405 Несполі (12405 Nespoli) — астероїд головного поясу, відкритий 15 вересня 1995 року.
Тіссеранів параметр щодо Юпітера — 3,530.